# Aunkirchen
Aunkirchen ist ein Pfarrdorf und Zentrum einer ehemaligen Gemeinde des Altlandkreises Vilshofen, die seit 1972 zur Stadt Vilshofen an der Donau im vergrößerten Landkreis Passau gehört.

## Geographie

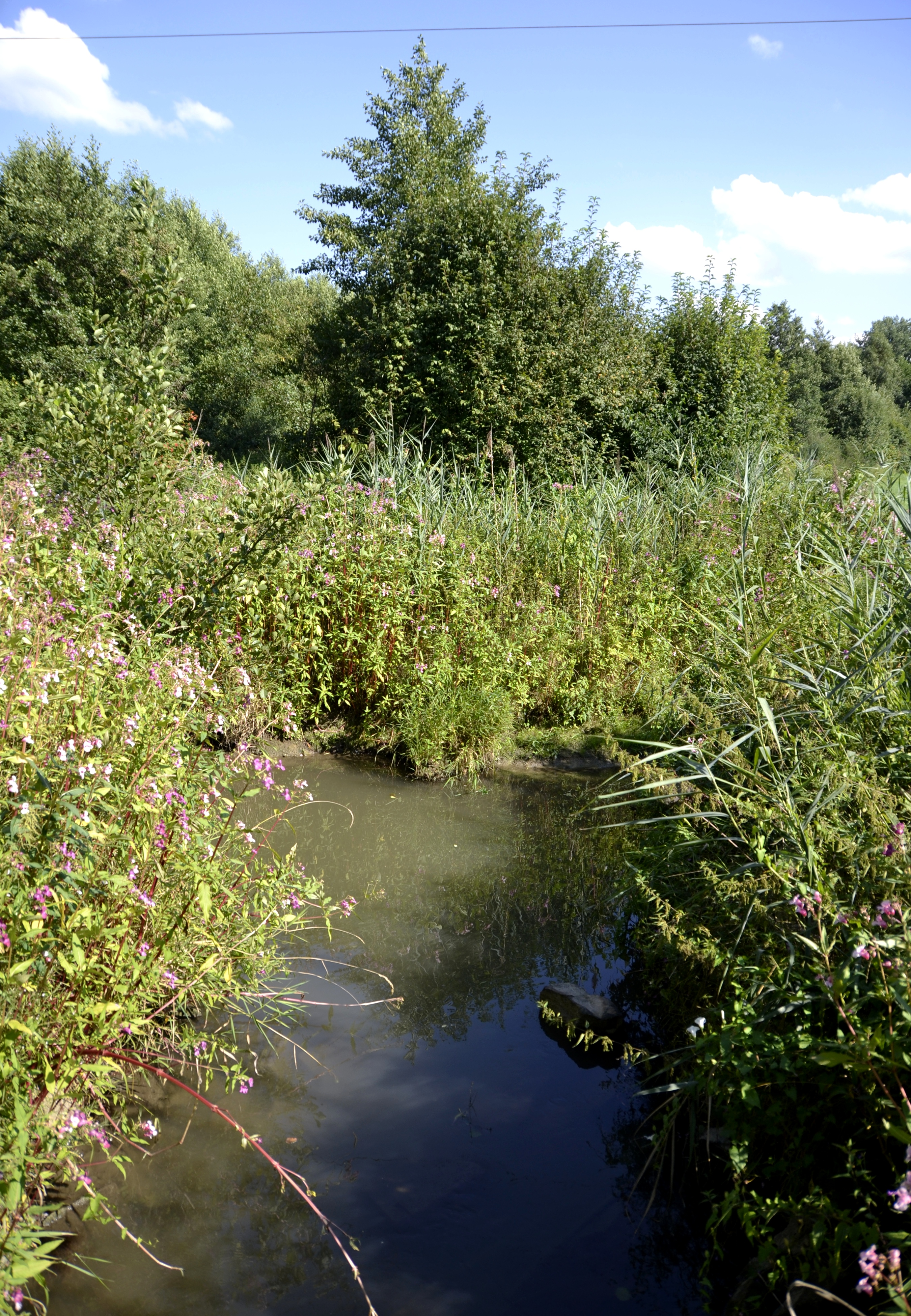
Der renaturierte Aunkirchner Bach im Jahr 2013

Aunkirchen liegt etwa auf halber Strecke zwischen Vilshofen und Aldersbach im unteren Tal der Vils am Aunkirchner Bach.

## Geschichte

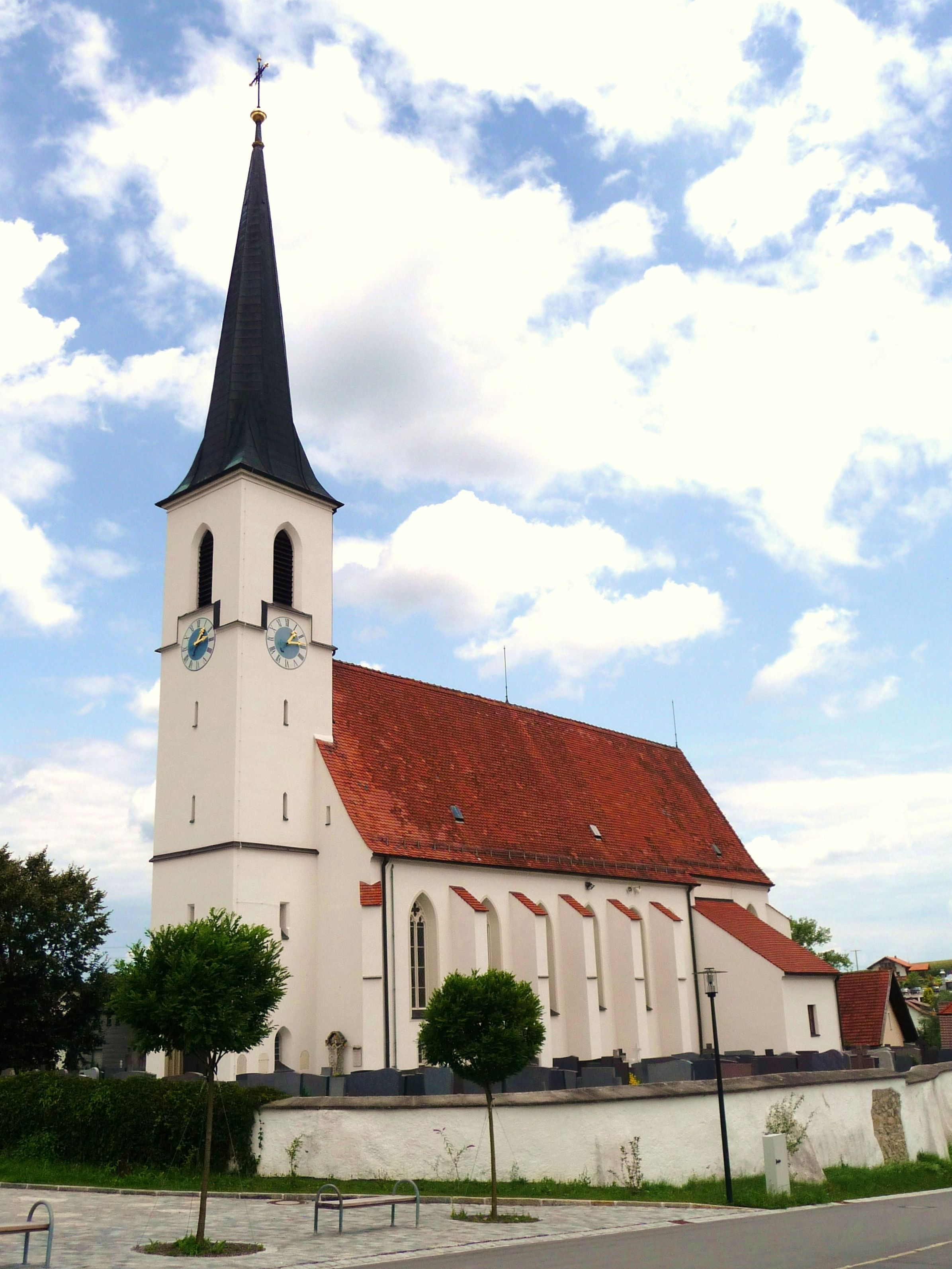
Die Pfarrkirche Heiligkreuzauffindung

Erste Erwähnung fand Ouwenchirchen im Jahre 1075, indem es als Besitz des Augustinerchorherrenstifts St. Nikola bei Passau von Papst Gregor VII. bestätigt wurde. In kirchlicher Hinsicht wurde Aunkirchen 1176 als Vikariat dem Augustinerchorherrenstift St. Nikola inkorporiert. 1418 wurde es Vikariat des Kollegiatstifts Vilshofen. Seit 1804 ist Aunkirchen Pfarrei.
Das Dorf Aunkirchen und weitere Orte war zur Zeit des Herzogtums und später Kurfürstentums Bayern Teil der Obmannschaft Schwanham, Amt Amsham, Landgericht Vilsbiburg. Andere Orte der späteren Gemeinden gehörten zur Obmannschaft Hitzling.

### Die Gemeinde Aunkirchen
Die Gemeinde Aunkirchen entstand 1818 mit dem zweiten Gemeindeedikt auf der Grundlage des größten Teiles des Steuerdistriktes Algerting unter Einbeziehung des Pfarrdorfes Aunkirchen. 1821 wurden die Orte Reiterbauer, Kuffing, Lindahof, Zeitlarn, Kapfham, Allinger, Kurzenbruck, Freyung, Stockermann, Siglhäusl und Kollmenzerhäusl ausgegliedert, während Mattenham, Schönerting, Bergham, Eckersberg, Grafenmühl, Reith und Totermann dazukamen.
Damit hatte die Gemeinde Aunkirchen, die in ihrer Ausdehnung der jetzigen Gemarkung Aunkirchen entsprach, eine Flächenausdehnung von 19,4 km² und umfasste 24 Ortsteile: Das Pfarrdorf Aunkirchen, das Kirchdorf Schönerting (früher Schönerding) sowie acht weitere Dörfer  (von denen im Jahr 1960 drei noch als Weiler klassifiziert waren), vier Weiler und zehn Einöden: Algerting, Altham, Bergham, Eckersberg, Edt, Grafenmühl, Hitzling, Hörgessing, Hösam, Kollmenzing, Krenn, Liessing, Lindach, Maierholz, Mattenham, Mühlham, Reut, Schwanham, Siegl, Watzmannsberg, Weg und Weihersbach. 1898 erhielt Aunkirchen mit der Eröffnung der Bahnstrecke Vilshofen–Aidenbach einen Eisenbahnanschluss. 1933 zählte die Gemeinde Aunkirchen 1378 Einwohner, 1939 waren es 1316, 1960 betrug die Einwohnerzahl 1349.
Im Zuge der Gebietsreform in Bayern kam die Gemeinde am 1. Januar 1972 zur Stadt Vilshofen.

### Nach der Eingemeindung
Lange Zeit von der Landwirtschaft geprägt, wandelte sich der Ort insbesondere durch Erschließung der Wohngebiete Am Pfarrerberg und Aunkirchen West zu einem Wohnort. 1987 bewohnten bereits 1518 Einwohner das Gebiet der nur noch als Gemarkung vorhandenen ehemaligen Gemeinde Aunkirchen.
Einwohnerzahlen für die einzelnen Ortsteile der ehemaligen Gemeinde gibt es aus der amtlichen Statistik nur zur Volkszählung. Die letzten drei Volkszählungen fanden am 25. Mai 1987, am 27. Mai 1970 sowie am 6. Juni 1960 statt. Die Stadt Vilshofen ermittelt aktuelle Bevölkerungsdaten für die Ortsteile auch aus dem Melderegister. Wie die nachstehende Tabelle zeigt, gab es von 1960 bis 1987 nur in den Orten Aunkirchen und in Hitzling nennenswerten, hier jedoch erheblichen Bevölkerungszuwachs (Neubaugebiete). Die Entwicklung in Hitzling ist durch die Ortsabrundungssatzung im Wesentlichen abgeschlossen. Die meisten übrigen Ortsteile stagnierten oder nahmen ab. Während 1960 der Ort Aunkirchen nur 20 Prozent der Gemeindebevölkerung auf sich vereinigte, waren es 1987 schon 36 Prozent, und 2010 gar 45,6 Prozent. Der Einödhof Krenn wurde aufgegeben. Dies alles zeigt eine deutliche Konzentrationstendenz.
Bei den Schlüsselnummern der Gemeindeteile, die erstmals anlässlich der Volkszählung 1987 vergeben wurden, handelt es sich um den Gemeindeteilsschlüssel innerhalb der Stadt Vilshofen.
| Schlüssel | Gemeindeteil  | Typ 1) 1960→1970→1987 | Bev. 1961 | Bev. 1970 | Bev. 1987 | Bev. 1997 | Bev. 2010 |
| --------- | ------------- | --------------------- | --------- | --------- | --------- | --------- | --------- |
| 012       | Aunkirchen    | Pfarrdorf             | 283       | 365       | 550       | 652       | 766       |
| 005       | Algerting     | Dorf                  | 199       | 243       | 129       | 130       | 138       |
| 010       | Altham        | Einöde                | 9         | 5         | 7         | 7         | 6         |
| 014       | Bergham       | Einöde                | 9         | 8         | 3         | 6         | 6         |
| 026       | Eckersberg    | Einöde                | 5         | 5         | 5         | 7         | 3         |
| 028       | Edt           | Einöde                | 10        | 12        | 11        | 6         | 5         |
| 037       | Grafenmühl    | Weiler                | 37        | 35        | 27        | 23        | 12        |
| 052       | Hitzling      | Weiler→Weiler→Dorf    | 44        | 36        | 118       | 126       | 123       |
| 057       | Hörgessing    | Weiler                | 27        | 37        | 33        | 28        | 41        |
| 058       | Hösam         | Einöde                | 5         | 7         | 4         | 2         | 4         |
| 070       | Kollmenzing   | Einöde                | 9         | 7         | 1         | 1         | 1         |
| 072       | Krenn         | Einöde                | 1         | 2         | 0         | -         | -         |
| 076       | Liessing      | Dorf                  | 131       | 109       | 100       | 106       | 98        |
| 077       | Lindach       | Weiler                | 15        | 16        | 12        | 12        | 12        |
| 081       | Maierholz     | Dorf                  | 77        | 84        | 84        | 82        | 65        |
| 083       | Mattenham     | Dorf                  | 71        | 71        | 69        | 61        | 52        |
| 085       | Mühlham       | Weiler→Dorf→Dorf      | 54        | 51        | 60        | 62        | 62        |
| 100       | Reut          | Weiler→Weiler→Dorf    | 44        | 40        | 38        | 34        | 40        |
| 107       | Schönerting   | Kirchdorf             | 158       | 153       | 143       | 141       | 135       |
| 110       | Schwanham     | Dorf                  | 88        | 74        | 83        | 75        | 64        |
| 114       | Siegl         | Einöde                | 11        | 8         | 9         | 11        | 7         |
| 125       | Watzmannsberg | Weiler→Dorf→Weiler    | 41        | 51        | 13        | 12        | 12        |
| 126       | Weg           | Einöde                | 13        | 12        | 10        | 14        | 15        |
| 128       | Weihersbach   | Einöde                | 8         | 12        | 9         | 10        | 10        |
|           | Aunkirchen    | ehemalige Gemeinde    | 1349      | 1443      | 1518      | 1608      | 1679      |

1) Die topographische Bezeichnung als Dorf oder Weiler wird in Bayern gemäß der Entschließung des Bayerischen Staatsministeriums des Innern vom 18. Oktober 1950 (Nr. I B1 – 68a 1) vorgenommen: Grundsätzlich jede Ansiedlung mit 10 oder mehr Wohngebäuden, die keine Stadt ist, gilt als Dorf. Bei drei bis neun Wohngebäuden wird die Bezeichnung Weiler verwendet, bei ein oder zwei Wohngebäuden Einöde. Die Feststellung wird jedoch nur anlässlich einer Volkszählung bzw. einer Gebäude- und Wohnungszählung (Vollerhebung) getroffen.
Die Tendenz der Bevölkerungsentwicklung setzte sich nach 1987 fort. Am 1. Januar 2010 lebten im Ortsteil Aunkirchen 766 Einwohner, während das Gebiet der ehemaligen Gemeinde Aunkirchen von knapp 1700 Menschen bewohnt wird.

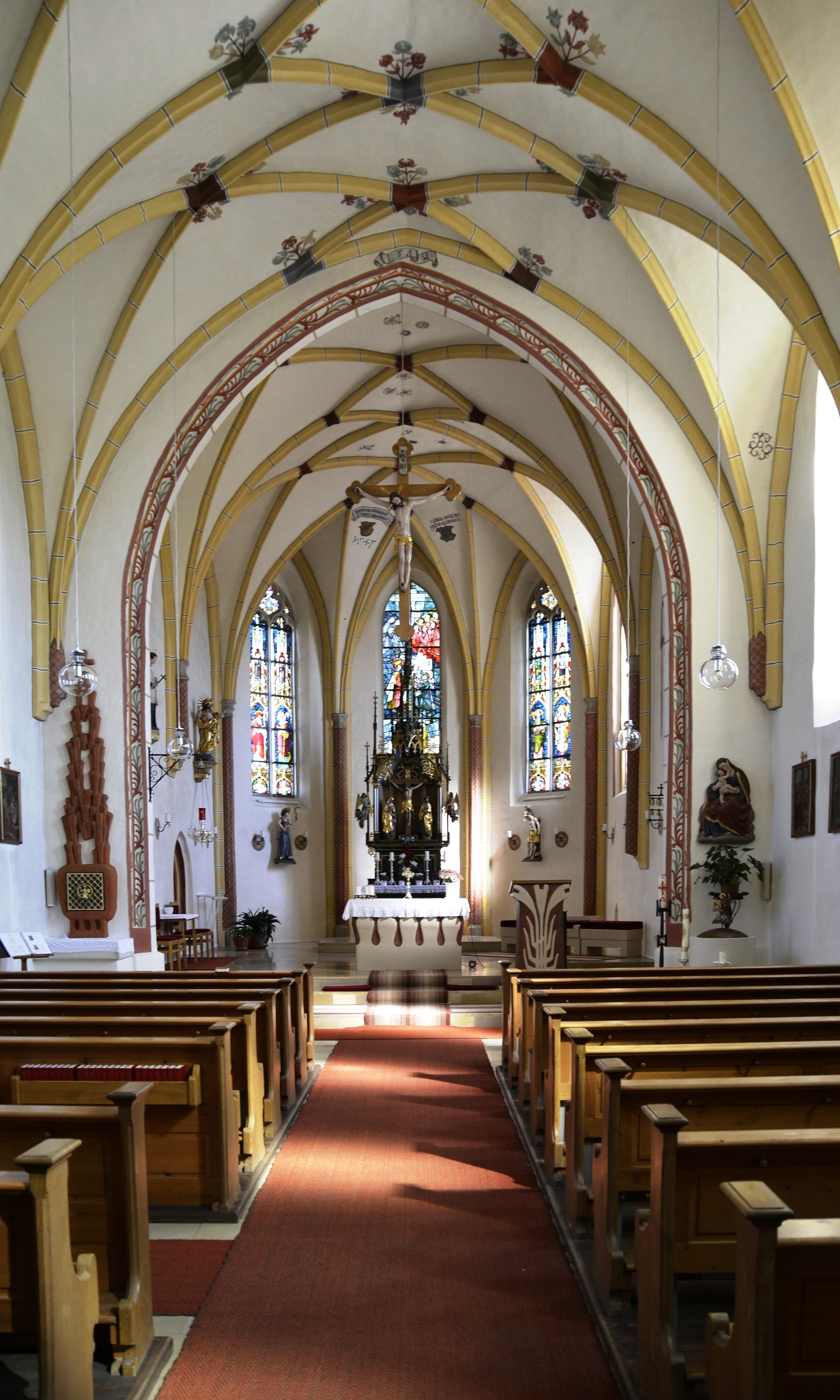
Das Netzrippengewölbe der Pfarrkirche

## Sehenswürdigkeiten
Die spätgotische Pfarrkirche Heiligkreuzauffindung wurde 1515 erbaut und 1897 verlängert. Der Turm stammt aus dem Jahr 1887. Das einschiffige Bauwerk hat einen eingezogenen Chor und ein Netzrippengewölbe mit gekehlten Rippen. Im 20. Jahrhundert erhielt die Kirche eine moderne Ausstattung.

## Bildung und Erziehung
In Aunkirchen befinden sich die Grundschule der Volksschule Vilshofen-Aunkirchen und der Kindergarten St. Christopherus.

## Vereine
Die Freiwillige Feuerwehr Aunkirchen wurde am 9. April 1872 gegründet.
Das Vereinsleben wird von Trachtenverein, Skiclub, Fußballclub, Tennisclub, Eisstockclub, Schützengesellschaft, Laufgemeinschaft sowie Krieger- und Soldatenverein geprägt. Die Bundesligaprofis Eduard Kirschner und Fred Arbinger waren beim FC Aunkirchen zum Abschluss ihrer Karriere Spielertrainer.